# 亚氯酸
亚氯酸是氯(III)的含氧酸，化学式为HClO2，是一种弱酸，但在酸性溶液中是一种极强的氧化剂。纯亚氯酸不稳定，容易分解为盐酸、氯酸和二氧化氯，但生成的盐类——亚氯酸盐相对稳定，亚氯酸钠是生产二氧化氯的原料之一。
HClO2可由亚氯酸钡与稀硫酸的反应制备：
Ba(ClO2)2 + H2SO4 → BaSO4 + 2HClO2
滤去硫酸钡沉淀即可得亚氯酸溶液。

## 性质
纯亚氯酸不稳定，会歧化成次氯酸 HClO和氯酸 HClO3。
2 HClO2 → HClO + HClO3
如果是在又冷又稀的水溶液中，亚氯酸会和二氧化氯与盐酸形成平衡，而氯酸只占少数：
5 HClO2 {\displaystyle \rightleftharpoons } 4 ClO2 + HCl + 2 H2O
此外，这种酸对应的盐——亚氯酸盐纯物质是稳定的，例如亚氯酸钠。